# Брока, Люк
Люк Брока (фр. Luc Brocas, родился 23 сентября 2001 года) — российский регбист французского происхождения, выступающий на позиции центра за клуб «Бедаррид» (Шатонёф-дю-Пап).

## Биография

### Семья
Мать по происхождению русская, родственники по материнской линии проживают в Костроме. В свободное время играет в приставку, слушает музыку и смотрит сериалы от Netflix.

### Клубная карьера
Воспитанник школы клуба «Л’Иль-Журден».
В прошлом выступал за клуб по регбилиг «Лезиньян» в чемпионате Франции. В сезоне 2019/2020 отметился шестью играми и двумя попытками (8 очков). В 2020 году был заявлен в составе команды «Нарбонна» на сезон 2020/2021 Национального федерального чемпионата (третий по статусу дивизион Франции).

### Карьера в сборной
В 2018 году привлекался на учебно-тренировочные сборы национальной команды Франции по регбилиг среди игроков не старше 16 лет. 30 сентября 2020 года был вызван главным тренером сборной России Лином Джонсом для подготовки к тест-матчам 24 и 25 октября против московского ЦСКА и сборной Румынии.
19 декабря 2020 года дебютировал за сборную России в Сочи в товарищеском матче против сборной клубов Российской Премьер-лиги. На 60-й минуте при счёте 11:18 в пользу сборной клубов занёс попытку на правом фланге, совершив прыжок в зачётную зону, а после реализации Тимура Маслова счёт сравнялся, хотя в итоге сборная России проиграла 18:28.